# Brian Flynn (hockey sur glace)
Pour les articles homonymes, voir Brian Flynn.
Brian Flynn (né le 26 juillet 1988 à Lynnfield, dans l'État du Massachusetts, aux États-Unis) est un joueur professionnel américain de hockey sur glace. Il évolue au poste d'ailier droit pour les Stars de Dallas.

## Biographie
Après avoir joué quatre saisons dans le championnat de la NCAA avec les Black Bears de l'Université du Maine, Brian Flynn n'a jamais été repêché par une équipe de la Ligue nationale de hockey. Le 28 mars 2012, il trouve preneur dans la LNH en s'entendant sur un contrat de deux ans avec les Sabres de Buffalo. Il débute donc en tant que professionnel avec le club-école de Buffalo, les Americans de Rochester de la Ligue américaine de hockey, vers la fin de la saison 2011-2012.
Il fait ses premiers pas dans la LNH lors de la saison 2012-2013 et joue 26 matchs avec les Sabres. Il joue sa première saison complète dans la grande ligue en 2013-2014 en jouant 79 matchs avec les Sabres. La saison suivante, le 2 mars 2015, il est échangé aux Canadiens de Montréal contre un choix de cinquième tour pour le repêchage de 2016.

## Statistiques
| Saison     | Équipe                        | Ligue      |     | Saison régulière | Saison régulière | Saison régulière | Saison régulière | Saison régulière |   | Séries éliminatoires | Séries éliminatoires | Séries éliminatoires | Séries éliminatoires | Séries éliminatoires |
| Saison     | Équipe                        | Ligue      | PJ  | B                | A                | Pts              | Pun              | PJ               | B | A                    | Pts                  | Pun                  |                      |                      |
| 2007-2008  | Jr. Monarchs du New Hampshire | EJHL       | 41  | 26               | 19               | 45               | 24               | -                | - | -                    | -                    | -                    |                      |                      |
| 2008-2009  | Black Bears du Maine          | NCAA       | 38  | 12               | 13               | 25               | 10               | -                | - | -                    | -                    | -                    |                      |                      |
| 2009-2010  | Black Bears du Maine          | NCAA       | 39  | 19               | 28               | 47               | 12               | -                | - | -                    | -                    | -                    |                      |                      |
| 2010-2011  | Black Bears du Maine          | NCAA       | 36  | 20               | 16               | 36               | 8                | -                | - | -                    | -                    | -                    |                      |                      |
| 2011-2012  | Black Bears du Maine          | NCAA       | 40  | 18               | 30               | 48               | 37               | -                | - | -                    | -                    | -                    |                      |                      |
| 2011-2012  | Americans de Rochester        | LAH        | 5   | 0                | 1                | 1                | 0                | -                | - | -                    | -                    | -                    |                      |                      |
| 2012-2013  | Americans de Rochester        | LAH        | 45  | 16               | 16               | 32               | 18               | 3                | 0 | 0                    | 0                    | 4                    |                      |                      |
| 2012-2013  | Sabres de Buffalo             | LNH        | 26  | 6                | 5                | 11               | 0                | -                | - | -                    | -                    | -                    |                      |                      |
| 2013-2014  | Sabres de Buffalo             | LNH        | 79  | 6                | 7                | 13               | 14               | -                | - | -                    | -                    | -                    |                      |                      |
| 2014-2015  | Sabres de Buffalo             | LNH        | 54  | 5                | 12               | 17               | 8                | -                | - | -                    | -                    | -                    |                      |                      |
| 2014-2015  | Canadiens de Montréal         | LNH        | 9   | 0                | 0                | 0                | 0                | 6                | 1 | 2                    | 3                    | 0                    |                      |                      |
| 2015-2016  | Canadiens de Montréal         | LNH        | 56  | 4                | 6                | 10               | 6                | -                | - | -                    | -                    | -                    |                      |                      |
| 2016-2017  | Canadiens de Montréal         | LNH        | 51  | 6                | 4                | 10               | 4                | 1                | 0 | 0                    | 0                    | 0                    |                      |                      |
| 2017-2018  | Stars du Texas                | LAH        | 66  | 18               | 29               | 47               | 14               | 22               | 6 | 9                    | 15                   | 6                    |                      |                      |
| 2018-2019  | Rampage de San Antonio        | LAH        | 21  | 1                | 8                | 9                | 8                | -                | - | -                    | -                    | -                    |                      |                      |
| 2018-2019  | EV Zoug                       | NL         | 13  | 5                | 4                | 9                | 8                | 13               | 4 | 2                    | 6                    | 2                    |                      |                      |
| 2019-2020  | HC Ambrì-Piotta               | NL         | 49  | 13               | 20               | 33               | 18               | -                | - | -                    | -                    | -                    |                      |                      |
| 2020-2021  | HC Ambrì-Piotta               | NL         | 50  | 9                | 25               | 34               | 35               | -                | - | -                    | -                    | -                    |                      |                      |
| 2021-2022  | Comets d'Utica                | LAH        | 61  | 13               | 13               | 26               | 24               | 5                | 1 | 2                    | 3                    | 4                    |                      |                      |
| Totaux LNH | Totaux LNH                    | Totaux LNH | 275 | 27               | 34               | 61               | 32               | 7                | 1 | 2                    | 3                    | 0                    |                      |                      |